# 2022年パシフィックファウストボール選手権大会
第1回パシフィックファウストボール選手権大会は、オーストラリアのジーロングで2022年10月22～23日に行われたファウストボールの国際大会である。この大会でファウストボール日本代表は初めてのメダル獲得となった。

## 参加国
オセアニア地域のオーストラリア、ニュージーランドの他、アジア地域から日本が参加した。インドも参加予定であったが、ビザ取得で問題が生じ急遽不参加となった。男子、女子、マスターズの3部門で競技が行われた。オーストラリアは、男子部門にオーストラリアチームとオーストラリアAチーム、女子部門にオーストラリアパープルとオーストラリアゴールド、マスターズ部門にオーストラリアジュゴンとオーストラリアマナティーのそれぞれ2チームを出場させた。
| 参加国           |
| ---------------- |
| オーストラリア   |
| ニュージーランド |
| 日本             |

## スケジュール
各部門で予選ラウンドが開催された。

### 予選ラウンド
| 2022年10月22日（土曜日） |                  |   |                 |                                         |
| 1                        | ニュージーランド | – | オーストラリア  | 3:0 (11:08, 11:03, 11:08)               |
| 2                        | オーストラリアA  | – | 日本            | 3:0 (11:08, 15:14, 13:11)               |
| 3                        | オーストラリア   | – | オーストラリアA | 3:1 (12:10, 09:11, 11:05, 11:08)        |
| 4                        | ニュージーランド | – | 日本            | 3:0 (11:06, 11:08, 15:14)               |
| 2022年10月23日（日曜日） |                  |   |                 |                                         |
| 5                        | オーストラリア   | – | 日本            | 3:2 (08:11, 11:07, 15:13, 06:11, 11-07) |
| 6                        | ニュージーランド | – | オーストラリアA | 3:0 (11:07, 11:02, 11:07)               |

| 順位 | 国               | 試合数 | セット | 勝ち点 |
| ---- | ---------------- | ------ | ------ | ------ |
| 1    | ニュージーランド | 3      | 9:0    | 6      |
| 2    | オーストラリア   | 3      | 6:6    | 4      |
| 3    | オーストラリアA  | 3      | 4:6    | 2      |
| 4    | 日本             | 3      | 2:9    | 0      |

### 準決勝
| 2022年10月23日（日曜日） |                  |   |                 |                                  |
| 7                        | ニュージーランド | – | 日本            | 3:0 (11:01, 11:08, 11:03)        |
| 8                        | オーストラリア   | – | オーストラリアA | 3:1 (13:15, 11:08, 11:05, 11:09) |

### 3位決定戦
| 2022年10月23日（日曜日） |      |   |                 |                                  |
| 9                        | 日本 | – | オーストラリアA | 3:1 (11-08, 12-10, 06-11, 11-09) |

### 決勝戦
| 2018年11月24日（土曜日） |                  |   |                |                           |
| 10                       | ニュージーランド | – | オーストラリア | 3:0 (11:08, 11:03, 11:05) |

### 予選ラウンド
| 2022年10月22日（土曜日） |                        |   |                        |                           |
| 1                        | ニュージーランド       | – | オーストラリアパープル | 2:0 (11:09, 11:07)        |
| 2                        | ニュージーランド       | – | オーストラリアゴールド | 2:0 (11:02, 11:08)        |
| 3                        | ニュージーランド       | – | オーストラリアゴールド | 2:0 (11:05, 11:05)        |
| 4                        | オーストラリアパープル | – | オーストラリアゴールド | 2:0 (11:08, 11:07)        |
| 2022年10月23日（日曜日） |                        |   |                        |                           |
| 5                        | ニュージーランド       | – | オーストラリアパープル | 3:0 (11:05, 11:09, 11:09) |
| 6                        | オーストラリアパープル | – | オーストラリアゴールド | 2:1 (11:04, 07:11, 11:07) |

| 順位 | 国                     | 試合数 | セット | 勝ち点 |
| ---- | ---------------------- | ------ | ------ | ------ |
| 1    | ニュージーランド       | 4      | 9:0    | 8      |
| 2    | オーストラリアパープル | 4      | 4:6    | 4      |
| 3    | オーストラリアゴールド | 4      | 1:8    | 0      |

### 決勝戦
| 2022年10月23日（日曜日） |                  |   |                        |                           |
| 10                       | ニュージーランド | – | オーストラリアパープル | 3:0 (11:09, 11:04, 11:08) |

### 予選ラウンド
| 2022年10月22日（土曜日） |                        |   |                          |                    |
| 1                        | オーストラリアジュゴン | – | ニュージーランド         | 2:0 (11:04, 11:09) |
| 2                        | ニュージーランド       | – | オーストラリアマナティー | 2:0 (11:05, 11:08) |
| 3                        | オーストラリアジュゴン | – | オーストラリアマナティー | 2:0 (11:08, 11:08) |

| 順位 | 国                       | 試合数 | セット | 勝ち点 |
| ---- | ------------------------ | ------ | ------ | ------ |
| 1    | オーストラリアジュゴン   | 2      | 4:0    | 4      |
| 2    | ニュージーランド         | 2      | 2:2    | 2      |
| 3    | オーストラリアマナティー | 2      | 0:4    | 0      |

### 決勝戦
| 2022年10月23日（日曜日） |                  |   |                        |                           |
| 10                       | ニュージーランド | – | オーストラリアジュゴン | 3:0 (11:08, 13:11, 11:08) |

## 最終結果

### 男子
| 順位 | 国               |
| ---- | ---------------- |
| 1    | ニュージーランド |
| 2    | オーストラリア   |
| 3    | 日本             |
| 4    | オーストラリアA  |

### 女子
| 順位 | 国                     |
| ---- | ---------------------- |
| 1    | ニュージーランド       |
| 2    | オーストラリアパープル |
| 3    | オーストラリアゴールド |

### マスターズ
| 順位 | 国                       |
| ---- | ------------------------ |
| 1    | ニュージーランド         |
| 2    | オーストラリアジュゴン   |
| 3    | オーストラリアマナティー |